# Nyamutukura (periodiskt vattendrag i Burundi, Gitega)
Nyamutukura är ett periodiskt vattendrag i Burundi.   Det ligger i provinsen Gitega, i den centrala delen av landet, 60 km sydost om huvudstaden Bujumbura.
Omgivningarna runt Nyamutukura är huvudsakligen savann. Runt Nyamutukura är det tätbefolkat, med 343 invånare per kvadratkilometer.